# Elecciones parlamentarias de Yibuti de 1982
Las elecciones parlamentarias de Yibuti de 1982 tuvieron lugar el 21 de mayo del mencionado año con el objetivo de renovar los 65 escaños de la Asamblea Nacional, que ejercería su mandato por el período 1982-1987. Se trató de las primeras elecciones parlamentarias que tenían lugar en el país después de su independencia respecto de Francia en 1977. En octubre del año anterior, la Agrupación Popular para el Progreso (RPP), del presidente Hassan Gouled Aptidon, había sido declarada único partido político legal del país, por lo que los comicios no fueron competitivos. La RPP presentó una lista única de 65 candidatos a la Asamblea Nacional y la población podía votar por ella o anular su voto.
El gobierno publicitó las elecciones como una forma de mostrar apoyo al mandato de Gouled y la participación oficial fue abrumadora, con un 92,38% de los electores registrados concurriendo a emitir sufragio y un 98,31% votando la lista del RPP, mientras que menos de 1.400 personas anularon su voto.

## Contexto
El Territorio Francés de los Afars y de los Issas organizó elecciones para una Asamblea Constituyente en mayo de 1977 al mismo tiempo que un referéndum sobre el estatus político del territorio, preguntando a los votantes si deseaban permanecer como un territorio francés o convertirse en un estado independiente. La opción de la independencia ganó con el 99,75% de los sufragios, con solo 199 votos en contra. Las elecciones para la Asamblea Constituyente fueron boicoteadas por varias fuerzas políticas importantes, incluyendo la Unión Nacional para la Independencia de Ali Aref Bourhan (líder Afar que había ejercido como primer ministro del Territorio entre 1967 y 1976). La Agrupación Popular para la Independencia, una coalición de diversos partidos políticos liderada por Hassan Gouled Aptidon (líder Issa que había hecho campaña contra la independencia en anteriores referéndums), fue la única formación política que participó y obtuvo todos los escaños. El 27 de junio de 1977, el territorio se independizó formalmente como «República de Yibuti», con Gouled como presidente y jefe de Estado. La Asamblea Constituyente, por su parte, se convirtió en la primera legislatura de la Asamblea Nacional.
El gobierno de Gouled dedicó sus primeros años en el poder a consolidar su autoridad. La historia del territorio se había caracterizado por tensiones étnicas entre los Afars y los Issas, que habían paralizado las conversaciones sobre la independencia. Entre 1960 y 1976, la administración colonial y el posterior gobierno autónomo dirigido por Bourhan habían favorecido a los Afars. Gouled había accedido al poder liderando una amplia coalición que incluía a representantes de la oposición Afar a Bourhan, como el Movimiento por la Liberación (MPL) de Ahmed Dini Ahmed (que asumió como primer ministro tras la independencia), pero la administración fue acusada de favorecer en gran medida los intereses Issa. Las tensiones dentro del gobierno y una serie de atentados por parte de organizaciones que favorecían la unión con Somalia motivaron que el gobierno aumentara la represión interna, con Gouled comenzando a concentrar el poder en sus manos. En diciembre de 1977, el gobierno prohibió el MPL, lo que motivó la dimisión de sus funcionarios gubernamentales en febrero de 1978, incluyendo Dini. A partir de ahí, el Estado pasó a estar definitivamente controlado por la élite Issa bajo el liderazgo de Gouled.
El 4 de marzo de 1979, Gouled unificó el bloque político gobernante en un único partido, la Agrupación Popular para el Progreso (RPP). En junio de 1981 se realizaron las primeras elecciones presidenciales en la historia de la nación. Gouled fue el único candidato y obtuvo el 84,58% de los votos válidamente emitidos, con el 15,42% restante siendo votos en blanco o anulados. En octubre, la RPP fue declarado formalmente único partido legal del país.

## Sistema electoral

Hassan Gouled Aptidon, presidente de Yibuti tras su independencia.

Los comicios tuvieron lugar bajo la constitución de 1977 y la Ley Electoral de octubre de 1981. Bajo las disposiciones legales vigentes, Yibuti era una república presidencialista de partido único, con la Agrupación Popular para el Progreso como única formación política legal. La Asamblea Nacional, órgano legislativo unicameral, estaba compuesto por 65 escaños elegidos para un mandato de cinco años. En teoría, el sistema era de escrutinio mayoritario plurinominal, en el cual se presentarían múltiples listas de 65 candidatos con todo el país como única circunscripción y la más votada se quedaría la totalidad de los escaños. Sin embargo, la institución de la RPP como partido único anuló de manera efectiva toda competitividad o utilidad fáctica al resultado de la elección, pues se presentaría a los votantes una lista del RPP y estos decidirían si votarla o anular su voto. De este modo, la elección pasó a ser simplemente una ratificación simbólica.
Todo ciudadano yibutiano mayor de dieciocho años tendría derecho a voto. Asimismo, los ciudadanos que fueran electores cualificados, tuvieran veintitrés años de edad o más y un historial judicial limpio, hubieran residido en Yibuti durante al menos cinco años y supieran leer, escribir y hablar francés o árabe con fluidez eran elegibles para ser elegidos miembros de la Asamblea Nacional. La presentación de la lista única del RPP debía realizarse veintiún días antes de la elección. Determinados funcionarios públicos o gubernamentales, los jueces y sus suplentes y los miembros de las fuerzas armadas, policiales y de seguridad no podrán ser miembros del legislativo mientras ocuparan estos cargos y durante los dos años siguientes a su cese en los mismos.

## Resultados

### Nivel general
|  | 100.00 % |

|  | 98.31 % |

|  | 1.69 % |

|  | 100.00 % |

|  | 92.38 % |

### Diputados electos
Los diputados constituyeron la segunda legislatura de la Asamblea Nacional.
| Nombre                   | Partido | Partido                                   |
| ------------------------ | ------- | ----------------------------------------- |
| Abdallah Awad Haidar     |         | Agrupación Popular para el Progreso (RPP) |
| Abdallah Chirwa Djibril  |         | Agrupación Popular para el Progreso (RPP) |
| Abdi Dousiye Ali         |         | Agrupación Popular para el Progreso (RPP) |
| Abdillahi Farah Abaneha  |         | Agrupación Popular para el Progreso (RPP) |
| Abdoulkader Waberi Askar |         | Agrupación Popular para el Progreso (RPP) |
| Abdoulkader Ahmed Liban  |         | Agrupación Popular para el Progreso (RPP) |
| Aden Guedi Dideh         |         | Agrupación Popular para el Progreso (RPP) |
| Ahmed Boulaleh Barreh    |         | Agrupación Popular para el Progreso (RPP) |
| Ahmed Hassan Liban       |         | Agrupación Popular para el Progreso (RPP) |
| Ali Ahmed Houmed Sultan  |         | Agrupación Popular para el Progreso (RPP) |
| Ali Bileh Robleh         |         | Agrupación Popular para el Progreso (RPP) |
| Ali Guedi Amareh         |         | Agrupación Popular para el Progreso (RPP) |
| Ali Mahamade Houmed      |         | Agrupación Popular para el Progreso (RPP) |
| Ali Youssouf Hamadou     |         | Agrupación Popular para el Progreso (RPP) |
| Ali Silay Abakari        |         | Agrupación Popular para el Progreso (RPP) |
| Atteyeh Ismael Wais      |         | Agrupación Popular para el Progreso (RPP) |
| Barkat Gourat Hamadou    |         | Agrupación Popular para el Progreso (RPP) |
| Bourhan Ali Mohamed      |         | Agrupación Popular para el Progreso (RPP) |
| Bourhan Kanano Daoud     |         | Agrupación Popular para el Progreso (RPP) |
| Chideh Abdi Khaireh      |         | Agrupación Popular para el Progreso (RPP) |
| Dabale Ahmed Kassim      |         | Agrupación Popular para el Progreso (RPP) |
| Dileita Mahamed Moussa   |         | Agrupación Popular para el Progreso (RPP) |
| Djama Djilal Djama       |         | Agrupación Popular para el Progreso (RPP) |
| Barkat Gourat Hamadou    |         | Agrupación Popular para el Progreso (RPP) |
| Bourhan Ali Mohamed      |         | Agrupación Popular para el Progreso (RPP) |
| Bourhan Kanano Daoud     |         | Agrupación Popular para el Progreso (RPP) |
| Chideh Abdi Khaireh      |         | Agrupación Popular para el Progreso (RPP) |
| Dabale Ahmed Kassim      |         | Agrupación Popular para el Progreso (RPP) |
| Dileita Mahamed Moussa   |         | Agrupación Popular para el Progreso (RPP) |
| Djama Djilal Djama       |         | Agrupación Popular para el Progreso (RPP) |
| Elaf Orbiss Ali          |         | Agrupación Popular para el Progreso (RPP) |
| Fahmi Ahmed Mohamed      |         | Agrupación Popular para el Progreso (RPP) |
| Habib Mohamed Loita      |         | Agrupación Popular para el Progreso (RPP) |
| Hassan Ali Douad         |         | Agrupación Popular para el Progreso (RPP) |
| Hassan Elmi Gueldon      |         | Agrupación Popular para el Progreso (RPP) |
| Hassan Omar Mohamed      |         | Agrupación Popular para el Progreso (RPP) |
| Hubert Ismael Bileh      |         | Agrupación Popular para el Progreso (RPP) |
| Ibiro Ahmed Hamadou      |         | Agrupación Popular para el Progreso (RPP) |
| Ibrahim Ahmed Bouraleh   |         | Agrupación Popular para el Progreso (RPP) |
| Ibrahim Chehem Hassan    |         | Agrupación Popular para el Progreso (RPP) |
| Ibrahim Mohamed Sultan   |         | Agrupación Popular para el Progreso (RPP) |
| Idriss Farah Abaneh      |         | Agrupación Popular para el Progreso (RPP) |
| Idriss Harbi Farah       |         | Agrupación Popular para el Progreso (RPP) |
| Idriss Hassan Akadir     |         | Agrupación Popular para el Progreso (RPP) |
| Ilmi Ali Ardeh           |         | Agrupación Popular para el Progreso (RPP) |
| Kamil Ali Mohamed        |         | Agrupación Popular para el Progreso (RPP) |
| Mahamoud Del Wais        |         | Agrupación Popular para el Progreso (RPP) |
| Maki Houmed Gaba         |         | Agrupación Popular para el Progreso (RPP) |
| Mirgan Barkad Houmed     |         | Agrupación Popular para el Progreso (RPP) |
| Mohamed Adabo Kako       |         | Agrupación Popular para el Progreso (RPP) |
| Mohamed Ali Bogoreh      |         | Agrupación Popular para el Progreso (RPP) |
| Mohamed Ali Gadileh      |         | Agrupación Popular para el Progreso (RPP) |
| Mohamed Ali Mohamed      |         | Agrupación Popular para el Progreso (RPP) |
| Mohamed Dato Mohamed     |         | Agrupación Popular para el Progreso (RPP) |
| Mohamed Djama Elabe      |         | Agrupación Popular para el Progreso (RPP) |
| Moumine Bahdon Farah     |         | Agrupación Popular para el Progreso (RPP) |
| Moussa Ahmed Osman       |         | Agrupación Popular para el Progreso (RPP) |
| Moussa Ali Kahin         |         | Agrupación Popular para el Progreso (RPP) |
| Moussa Bouraleh Robleh   |         | Agrupación Popular para el Progreso (RPP) |
| Noel Abdi Jean           |         | Agrupación Popular para el Progreso (RPP) |
| Omar Ahmed Youssouf      |         | Agrupación Popular para el Progreso (RPP) |
| Omar Dabar Fod           |         | Agrupación Popular para el Progreso (RPP) |
| Omar Elmi Khaireh        |         | Agrupación Popular para el Progreso (RPP) |
| Omar Kamil Warsama       |         | Agrupación Popular para el Progreso (RPP) |
| Osman Moussa Omar        |         | Agrupación Popular para el Progreso (RPP) |
| Oudoum Hassam Ali        |         | Agrupación Popular para el Progreso (RPP) |
| Ougoureh Hassan Ibrahim  |         | Agrupación Popular para el Progreso (RPP) |
| Robleh Obsieh Bouh       |         | Agrupación Popular para el Progreso (RPP) |
| Said Ibrahim Badoul      |         | Agrupación Popular para el Progreso (RPP) |
| Wahib Issa Ali           |         | Agrupación Popular para el Progreso (RPP) |
| Wais Houmed Wais         |         | Agrupación Popular para el Progreso (RPP) |
| Youssouf Ali Youssouf    |         | Agrupación Popular para el Progreso (RPP) |